# Franz Zdenck Eberl
Franz Zdenck Eberl, född 1888, död 1962, var en tjeckisk-fransk konstnär.
Eberl var från 1910-talet bosatt i Paris, där han vann erkännande dels som porträttör, dels som framställare av typer från gatu- och konstnärslivet, ofta med ett gripande vemodigt intryck.